# Скамандр (мифология)
Скамандр (др.-греч. Σκάμανδρος) — в греческой мифологии бог одноимённой реки (эпоним реки) около Трои. Сын Океана и Тефиды (либо сын Зевса). У Скамандра был сын Тевкр, а также дочери Каллироя и Стримо.
Согласно «Илиаде», пытался потопить Ахилла, разгневанный тем, что тот завалил течение реки трупами троянцев, но вынужден был отступить перед Гефестом, который был на стороне греков и направил на Скамандра вал огня.
По другой версии эвгемеристического плана, Скамандр — это критянин (дравкиец), прибывший с поселенцами и своим сыном Тевкром в Троаду. С помощью Самона подчинил себе жителей и стал первым царём троянцев.
Также Скамандр — это древнее обозначение холма (эпоним холма), на котором стоял Илион.